# Pseudogobius avicennia
Pseudogobius avicennia är en fiskart som först beskrevs av Herre, 1940.  Pseudogobius avicennia ingår i släktet Pseudogobius och familjen smörbultsfiskar. Inga underarter finns listade i Catalogue of Life.